# The Ford Show
The Ford Show est une émission de variétés américaine mettant en scène le chanteur et humoriste Tennessee Ernie Ford, diffusée sur NBC le jeudi soir, du 4 octobre 1956 au 29 juin 1961. L'émission est sponsorisée par Ford, dont les fondateurs partageaient le même nom de famille que l'animateur, sans avoir de lien de parenté.
Commençant en septembre 1958, l'émission est télévisée en couleurs, et enregistrée dans les Burbank Studios à Burbank, en Californie. Elle est aussi l'un des premiers endroits à présenter les personnages de la bande dessinée Peanuts, réalisée par Charles Schulz, dont la forme animée est dirigée par Bill Melendez, devenue la chronique la plus célèbre de l'émission.

## Remarques
The Ford Show est produite et dirigée par Bud Yorkin. La légende de la télévision, Norman Lear, est également scénariste du Ford Show, bien qu'il fût déclaré que Roland Kibbee était en réalité le principal scénariste de l'émission et qu'il rédigeait seulement les monologues introductifs,. Lear déclara aussi que Yorkin et Kibbee furent responsables de la production de l'émission. L'émission ne porte pas le nom de l'animateur, mais de son sponsor, Ford.